# John Macon Thome
John Macon Thome, também conhecido como Juan M. Thome (Palmyra (Pensilvânia), 22 de agosto de 1843 — Córdoba, 27 de setembro de 1908), foi um astrônomo estadunidense.
Estudou na Universidade Lehigh. Foi para a Argentina trabalhar no Observatório Nacional da Argentina (atual Observatório Astronômico de Córdoba), em 1870, como assistente sênior de Benjamin Apthorp Gould, sucedendo-lhe como diretor em 1885.
Sob sua iniciativa, o catálogo de estrelas da Córdoba Durchmusterung começou a ser compilado em 1892, mas faleceu antes de o catálogo ser completado.
Foi laureado com o Prêmio Lalande, em 1901. Morreu em Córdoba, sendo sucedido como diretor do observatório por Charles Dillon Perrine.